# Илишев, Ильдус Губайдуллович
Ильдус Губайдуллович Илишев (17 мая 1957, д. Верхнесюрюбаево, Кугарчинский район БАССР) — государственный деятель, политолог, филолог, дипломат, преподаватель высшей школы. Заместитель Постоянного представителя России при Организации исламского сотрудничества. Бывший заместитель Премьер-министра Правительства Республики Башкортостан — министр культуры и национальной политики Республики Башкортостан (2005—2010). Кандидат филологических наук (1990), доктор политических наук (2000), профессор (2003). Чрезвычайный и Полномочный Посланник 2 класса в отставке.

## Биография
В 1980 году Московский государственный педагогический институт им. В. И. Ленина.
В 1980—1981 годах — преподаватель кафедры иностранных языков Башкирского государственного университета (ныне Уфимский университет науки и технологий).
В 1981—1983 годах — служба в рядах Советской Армии.
В 1983—1984 годах— секретарь комитета ВЛКСМ треста «Уфагорремстрой».
В 1984—1992 годах — преподаватель, старший преподаватель кафедры иностранных языков Башкирского филиала АН СССР.
В 1992—1994 годах — старший преподаватель Башкирского государственного педагогического института, коммерческий директор ТОО «Адонав».
В 1994—1997 годах — главный специалист отдела по международным и национальным вопросам, связям с Государственным собранием — Курултаем Башкортостана и общественными объединениями государственно-правового Управления Администрации Президента Республики Башкортостан.
В 1997—1999 годах — ученый-исследователь Института мира США; Института Кеннана российских исследований, г. Вашингтон, США.
В 1997—2005 годах — старший научный сотрудник, директор Института истории, языка и литературы Уфимского научного центра Российской Академии наук, директор Институт права Башкирского государственного университета (ныне Уфимский университет науки и технологий).
В 2005—2010 годах — заместитель Премьер-министра Правительства Республики Башкортостан — министр культуры и национальной политики Республики Башкортостан.

## Труды
Научные исследования посвящены проблемам языковой и национальной политики, этнополитических конфликтов, федерализма; сопоставительному синтаксису тюркских языков и германских языков.
Автор и научный редактор свыше 70 работ, в том числе 5 монографий. Работы опубликованы за рубежом (Великобритания, США, Турция, Израиль). Главные научные труды: «Языковые права народов в европейском измерении: опыт государств-членов ОБСЕ», 2002, Уфа: Гилем, 226 стр. (монография), «Язык и политика в многонациональном государстве», Уфа: Китап, 2000 (монография).
Некоторые зарубежные публикации:
1. Nation-Building and Minority Rights in Post-Soviet Russia: the Case of Bashkortostan // Democracy and Pluralism in Muslim Eurasia. — London: Frank Cass: 2003;
2. Bashkortostan and Russia After the Soviet Union: the Unfinished Agenda //The Turks, vol. VI, 2002: P.431 — 438, Ankara;
3. Russian Federalism: Political, Legal, and Ethnolingual Aspects — А View From the Republic of Bashkortostan// Nationalities Papers. — New York, Dec.1998. — Vol. 26. — No. 4. P. 723—761;
4. Russian Regional Views on Federalism: Republic of Bashkortostan// Federalism in Russia: How Is It Working? — Washington, DC: US National Intelligence Council and US Department of State' s Bureau of Intelligence and Research, 1998; P. 21-22;.
5. From Linguistic Russification to Linguistic Federalism or Back?: On the Ethnolingual Situation in Bashkortostan// Anthropology and Archeology of Eurasia. — Washington, DC, Fall 1998. — Vol. 37. — No.2, P. 12 — 31;.
6. Tightening the Federation: Will Russia’s Autonomies Disappear?// Analysis of Current Events. — New York: Association for the Study of Nationalities, July 1997.-Vol.9. — No. 7, P. 6-8.

## Звания, награды
Почётная грамота Министерства регионального развития Российской Федерации (2007)
Почётное звание «Заслуженный деятель науки Республики Башкортостан» (2007)
Почётная грамота Президента Российской Федерации (1 сентября 2022 года) —  за большой вклад в реализацию внешнеполитического курса Российской Федерации 

## Тривия
Ильдус Илишев — друг юности Юрия Шевчука. Ильдусу Илишеву посвящена песня группы «ДДТ» «Белая река» (в сборнике стихов у «Белой реки» посвящение «И. И.»).
Друзья познакомились в 1974 году. Оба учились в БГПИ: Ильдус на инфаке, а Юрий на худграфе.
Илишев вспоминал:

Мое первое впечатление — домашний парень. В очках, сутулится. Одним словом, типичный мальчик-интеллигент. Но очень скоро мне пришлось убедиться, что первое впечатление обманчиво. Как-то мы возвращались с концерта и на улице кто-то из толпы парней в районе Центрального рынка намеренно задел нас плечом, начал задираться — с Юры аж ушанка слетела. Он тут же бросился в драку. Мы дрались вдвоем против четверых, стоя спиной к спине. Тогда я понял, что этот человек никогда не предаст.— http://ufa.kp.ru/daily/25883/2845600/

## Семья
Отец — Илишев, Губайдулла Шарипович
Мать — Галина, Марфуга Галеевна
Жена и дочь 
Сын- Илишев Назар Ильдусович ( ведет свой канал на ютубе «Вдумчиво обо всём» )